# Unión para el Progreso y la Reforma
La Unión para el Progreso y la Reforma (UPC); es una colectividad política de Burkina Faso, fundado en 2010 por Kassoum Traore, quien es su actual presidente. Su doctrina política se basa en el liberalismo.
En las elecciones legislativas de 2012 fue su primera participación democrática, logrando 334.453 votos (11,09%) logrando 19 escaños de la Asamblea Nacional de Burkina Faso, empatando en espacios con la ADF-RDA.
Esta colectividad naciente es producto de la fusión de líderes provenientes de otros movimientos liberales ya extintos como es la Unión Progresista del Alto Volta (PUV), el Partido Liberal de Burkina Faso (PLB) y la Unión de Socialdemócratas Independientes (UVDB), entre otros.